# 環尾獴
環尾獴（學名Galidia elegans），一種生活在非洲馬達加斯加島的動物，舊屬獴科，今歸入食蟻狸科的環尾獴亞科。
環尾獴體型較小，體長為32-38釐米，體重僅700-900克。身體細長，體毛為深紅色，腳為黑色，尾巴為黑紅相間的環狀。
環尾獴非常靈敏，善於攀爬。主要以小型哺乳動物、無脊椎動物、魚、爬行動物和卵為食，偶爾也吃昆蟲和水果。
由於棲息地的破壞，環尾獴的數量在過去十年中下降了20%，有待進一步的保護措施來防止其面臨滅絕的危險。